# La llama eterna
La llama eterna är det spanska power metal-bandet Avalanchs debutalbum. Albumet, med låttexter på spanska utgavs 1997. En nyinspelning med låttexter på engelska utgavs 1998 under namnet Eternal Flame av skivbolaget Underground Symphony, som även utgav en digipak med båda versioner.

## Låtlista
Spanska utgåvan 1997
1. "La llama eterna" – 5:08
2. "El mundo perdido" – 6:29
3. "El despertar" (instrumental) – 1:17
4. "Vicio letal" – 4:52
5. "Esclavo de la ira" – 5:36
6. "Avalon, la morada del rey" (instrumental) – 1:12
7. "Excalibur" – 6:22
8. "Sigue así" – 4:43
9. "Rainbow Warrior" – 5:58
10. "Juego cruel" – 6:05
11. "La taberna" – 3:30
12. "Avalanch" – 12:33
13. "El cierre de la taberna" (instrumental) – 2:01

Engelska utgåvan (Eternal Flame) 1998
1. "Eternal Flame" – 5:08
2. "Lost World" – 6:29
3. "Awake" (instrumental) – 1:17
4. "Lethal Vice" – 4:52
5. "Slave of the Anger" – 5:36
6. "Avalon, the King's Abode" (instrumental) – 1:12
7. "Excalibur" – 6:22
8. "Falling" – 4:43
9. "Rainbow Warrior" – 5:58
10. "Cruel Game" – 6:05
11. "The Tabern" – 3:30
12. "Avalanch" – 12:33
13. "Closing of the Tabern" (instrumental) – 2:01

Text & musik: Alberto Rionda (spår 1–4, 6, 10), Juan Lozano (spår 8), Lozano/Rionda (spår 5, 7, 9, 11–13)

## Medverkande
Musiker (Avalanch-medlemmar)
- Alberto Rionda – gitarr, keyboard
- Francisco Fidalgo – basgitarr
- Alberto Ardines – trummor
- Juan Lozano – sång, tubafon
- Roberto García – gitarr, tubafon

Bidragande musiker
- Fernando Arias – percussion (spår 2, 12)
- Lluis Lliberdón – flöjt (spår 6, 7)
- Gloria Díaz Morán, Elena Pérez Herrero, Mauricio Septién, Fernando Mon, Juan Moyano – bakgrundssång, kör

Produktion
- Alberto Rionda, Juan Lozano – producent, ljudtekniker
- J. Pablo Campa, Jorge Otero – grafisk design
- Raúl Alonso – omslagskonst